# Hostrupskov
Hostrupskov er en lille kystby i Sønderjylland med 528 indbyggere  (2024). Hostrupskov er beliggende ved Aabenraa Fjord fire kilometer nord for Stubbæk, seks kilometer syd for Aabenraa og 28 kilometer nordvest for Sønderborg. Bebyggelsen tilhører Aabenraa Kommune og er beliggende i Region Syddanmark.
Den hører til Ensted Sogn.